# Оптимальний варіант системи розробки родовищ корисних копалин
Оптимальний варіант системи розробки родовищ корисних копалин (рос. оптимальный вариант системы разработки месторождений полезных ископаемых); англ. optimum alternative of field development, нім. optimale Variante f des Abbausystems) – варіант системи розробки експлуатаційного об’єкта (родовища), який найбільш повно відповідає вимогам, що висуваються до раціональної розробки, і вибирається за заданим критерієм оптимальності (найчастіше – прибутку).